# 12ポンドナポレオン砲
12ポンドナポレオン砲（仏：Canon obusier de campagne de 12 cm, modèle 1853、米：12-pounder Napoleon）は、1853年にフランスで開発された野砲。フランス語を直訳すると、1853年型12cm榴弾野砲であるが、南北戦争で広く使用され、12ポンドナポレオン砲と呼ばれるようになった。「ナポレオン」は「ナポレオン3世」を意味する。なお、幕末の日本では、この砲ではなく、四斤山砲をナポレオン砲と呼んでいた。

## 特徴

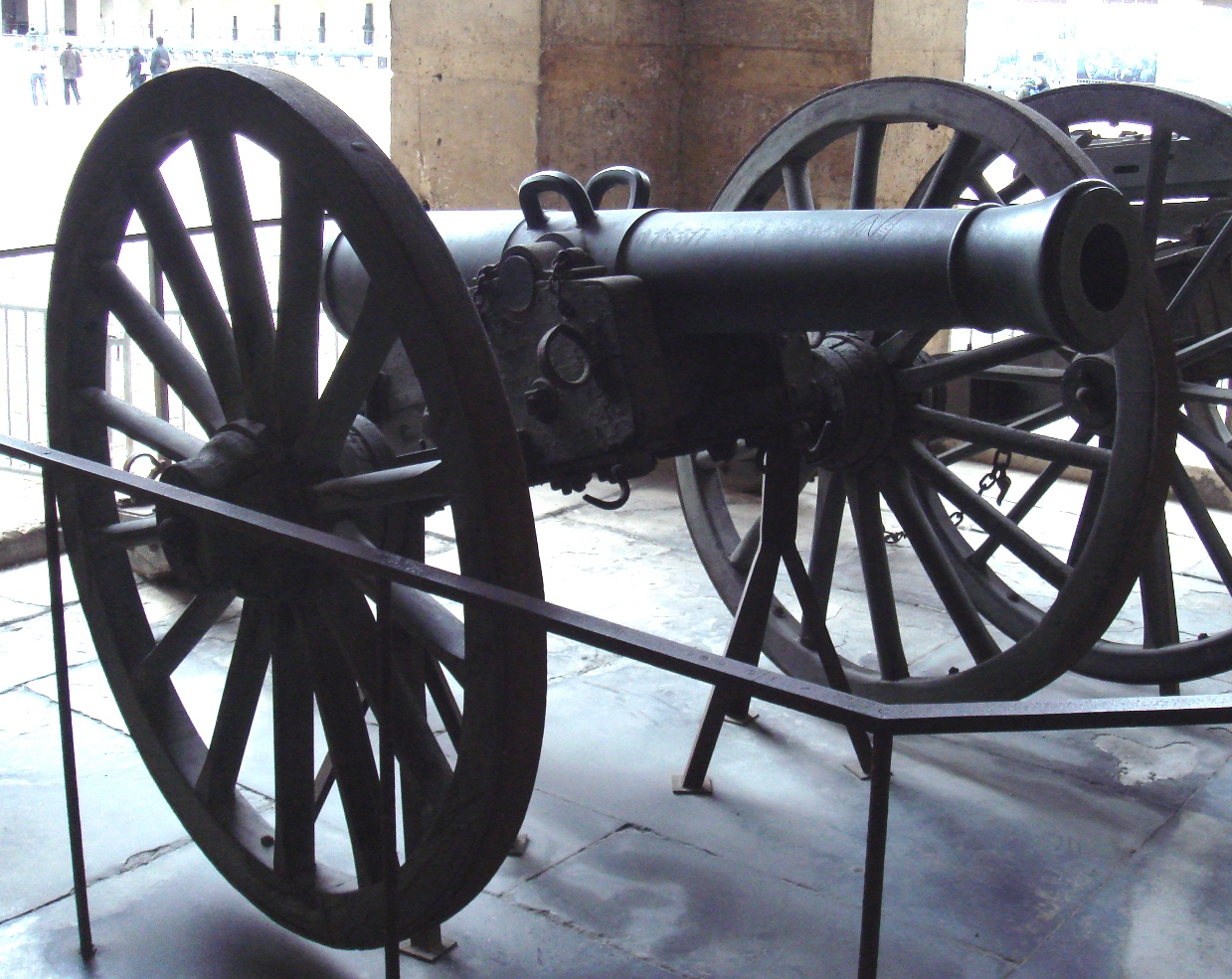
12ポンドナポレオン砲

12ポンドナポレオン砲は、前装式滑腔砲であり、榴弾、実体弾、キャニスター弾、ぶどう弾を使用でき、それ以前の実体弾のみを使用するグリボーバル・システムに比較し、大きな改良がなされている。英語では「12ポンド砲（12-pounder）」と呼ばれるが、実際には12という数字は砲弾重量ではなく、「口径12cm」を意味する。砲弾重量は4.1kg、すなわち9ポンドであった。
この新兵器は、「革命的な野戦兵器であった。ナポレオン砲は馬で牽引して急速に移動できるよう十分に軽量であり、野戦築城をほとんど1マイル遠方から破壊できるに十分な砲弾重量があった。また、実体弾、榴弾、キャニスター弾を発射でき、多目的に使用できた。」。
フランス陸軍は、この砲を1853年に制式採用した。

## アメリカでの使用
12ポンドナポレオン砲は、南北戦争で最も広く使用された前装式滑腔砲であった。北部では1100門、南部では600門のナポレオン砲が製造された。ゲティスバーグの戦いにおいては、北軍の360門の大砲中、142門（36%）がナポレポン砲であった。
ナポレオン砲は、安全性、信頼性、特に近距離での殺傷力について高い評価を得ていた。北軍の銃砲マニュアルには他の大重量・長砲身の12ポンド砲（野戦ではほとんど使用されなかった）と区別するために、「軽12ポンド砲」と記載されている。アメリカに持ち込まれたのは1857年であり（このため、M1857と呼ばれる）、アメリカ陸軍が使用した最後の青銅砲であった。北軍バージョンは、砲身前部がやや太くなっている（muzzle-swell、隆起砲身）ために区別することができる。しかしながら、他と比べてやや重く、荒地での移動には困難が伴った。
南軍のナポレオン砲には少なくとも6つのバリエーションがあったが、ほとんどは真っ直ぐな砲身を使用した。しかし、戦後残った133門中8門はmuzzle-swell型であったことが記録されている。加えてバージニア州リッチモンドのトリディガー鉄工所（Tredegar Iron Works）で製造された推定125門の鉄製ナポレオン砲のうち、4門が戦後鹵獲されている。1863年初頭、ロバート・E・リー将軍は、12ポンドナポレオン砲に改鋳するために、北バージニア軍の殆ど全ての青銅製6ポンド砲をトリディガーに送った。青銅を鋳造するための銅の不足は、戦争期間中を通じてアメリカ連合国側の問題であったが、チャタヌーガ近郊のダックタウン銅鉱山が1863年11月に北軍に占領されて以降は、緊急の問題となった。結局1864年1月でトリディガーにおける青銅製ナポレオン砲の製造は中止され、代わって鉄製ナポレオン砲が製造された。   

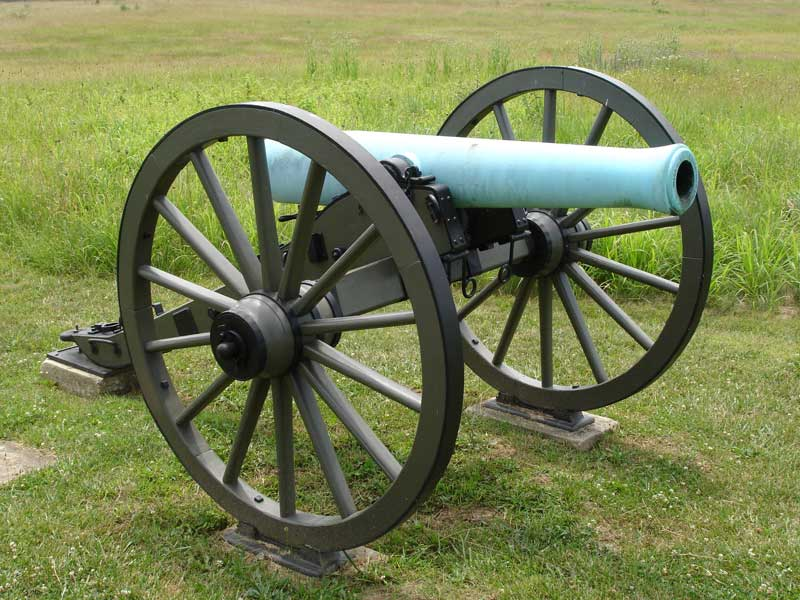
M1857 12ポンドナポレオン砲。砲身前部が隆起して太くなっている。
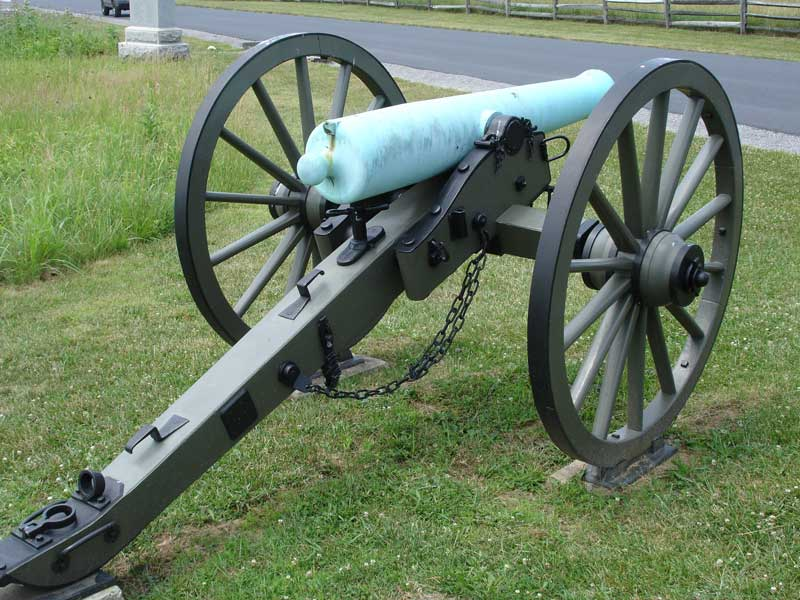
M1857 12ポンドナポレオン砲
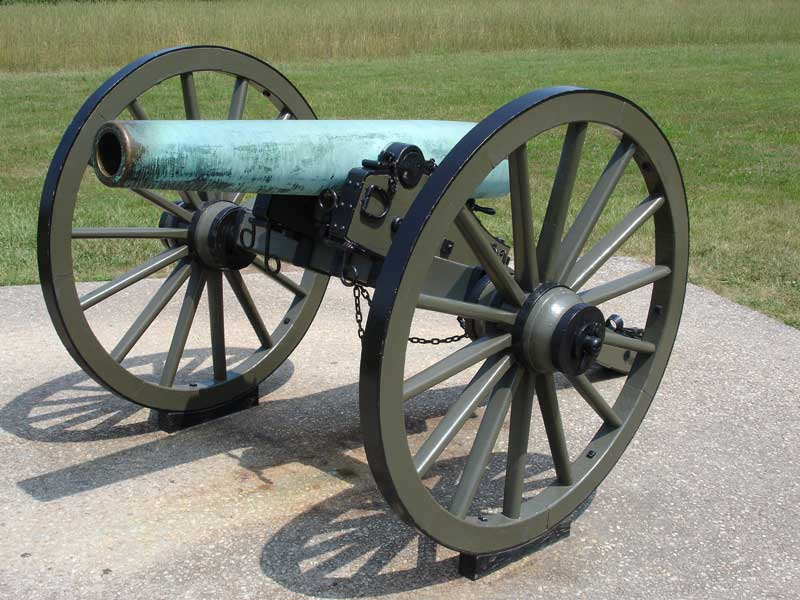
南軍の12ポンドナポレオン砲。砲身前部の隆起がなく、まっすぐである。
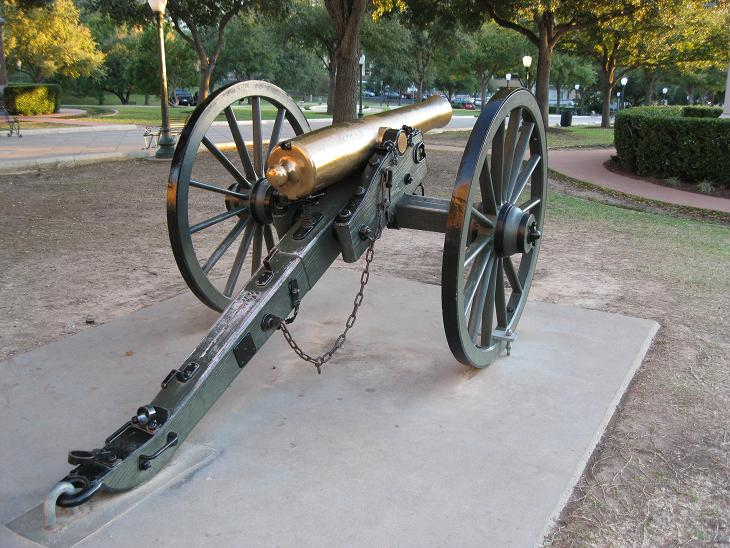
1864年に米国で製造された12ポンドナポレオン砲

## その後

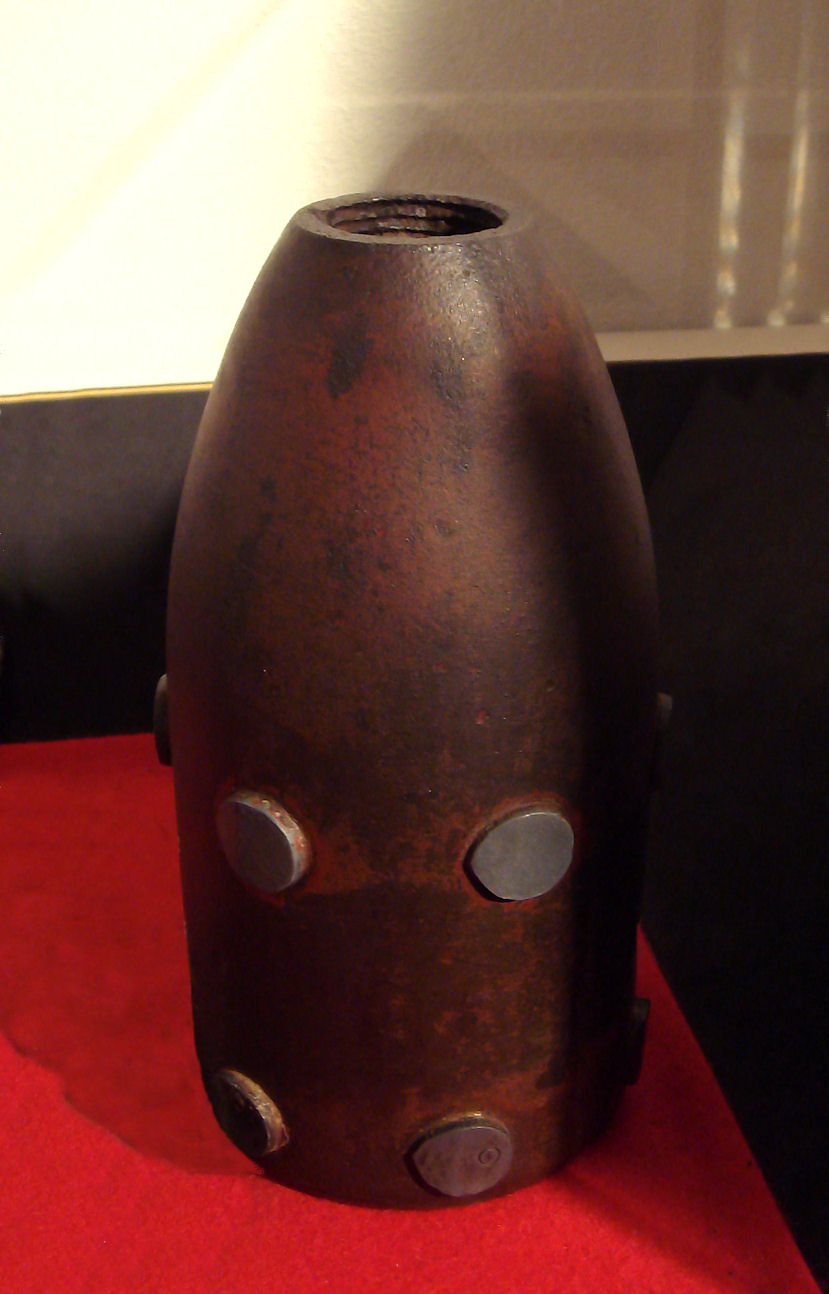
From 1858年から、ナポレオン3世は現存する滑腔砲をライット・システムに従って、前装式施条砲に改造するように命じた。このような砲は日本の戊辰戦争で使用され、ナポレオン砲と呼ばれた。写真は京都の幕末維新ミュージアム 霊山歴史館に展示されている四斤山砲の砲弾

アントワーヌ・トゥルイユ・ド・ボーリューが射程・射撃精度で上回る施条砲を開発し、1858年にライット・システムにそれが取り入れられると、12ポンドナポレオン砲のような滑腔砲は時代遅れとなった。ナポレオン3世は、12ポンドナポレオン砲のような現存していた滑腔砲を、ライット・システムに準じて施条砲に改造するように命じた。このような改造砲は1870年代まで使用された。

## 参考資料
- 幕末軍事史研究会 『武器と防具 幕末編』 新紀元社、2008年。
- Hazlett, James C., Edwin Olmstead, and M. Hume Parks: Field Artillery Weapons of the American Civil War, rev. ed., Urbana: University of Illinois Press, 1983. ISBN 0-252-07210-3.
- Daniel, Larry J. and Gunter, Riley W.: Confederate Cannon Foundries,  Union City, Tennessee: Pioneer Press, 1977.
- Jennings Cropper Wise, Gary W. Gallagher: The Long Arm of Lee; The History of the Artillery of the Army of Northern Virginia, Oxford University Press (1959). ISBN 978-1135804404
- Patrick Marder: Military History Online